# Rodrigo Santander
Rodrigo Boris Santander López (Santiago, 2 ottobre 1959) è un ex calciatore cileno, di ruolo attaccante.

## Carriera

### Club
Ha giocato nella massima serie cilena con varie squadre.

### Nazionale
Con la Nazionale cilena ha giocato una partita, l'amichevole disputata a Santiago del Cile il 26 agosto 1981 contro il Brasile, conclusasi sul risultato di 0-0.